# Friedrich Karl von Savigny
Friedrich Karl von Savigny (Frankfurt am Main, 21 de febrer de 1779 – Berlín, 25 d'octubre de 1861) va ser un jurista alemany, fundador de l'escola històrica de dret alemanya.
Va ser professor a les universitats de Marburg (1803-1808) i de Landshut (1808-1810) i el primer catedràtic de Dret romà a la Universitat de Berlín, on va desenvolupar la seva tasca fins al 1842. Va ocupar també diversos càrrecs públics a l'Estat prussià, del qual va ser ministre per a la reforma legislativa (1842-1848). A partir de 1848 es va dedicar exclusivament a realitzar treballs científics.

## Biografia
El 1795, amb 16 anys, entra a la Universitat de Marburg, on assistirà a les classes dels professors Anton Bauer i Philipp Friedrich Weiss, principals pioners de les reformes del codi penal alemany. Després d'això, Savigny visitarà diverses universitats, destacant la de Jena, Leipzig i Halle. De tornada a Marburg, aconsegueix el seu doctorat l'any 1800. A Marburg es converteix en professor on donarà classes sobre codi penal i influenciarà als Germans Grimm en el mètode d'investigació històrica. Defensor de la teoria de la ficció legal, per Savigny el projecte codificador del dret no tenia sentit per diverses raons, entre les quals la feble tradició jurídica alemanya i segons ell calia rescatar el dret antic. La seva obra Vom Beruf unserer Zeit für Gezetzgebung und Rectwissenschaft (De la vocació del nostre temps per a la legislació i la ciència jurídica) (1814) representava una rèplica a les tesis de Thibaut que defensava la conveniència d'elaborar un codi de dret civil. Segons Savigny el fonament del dret radica en la consciència comuna d'una col·lectivitat nacional i es manifesta en els costums.